# Черепаніха (Тарногський район)
Черепані́ха (рос. Черепаниха) — присілок у складі Тарногського району Вологодської області, Росія. Входить до складу Маркушевського сільського поселення.

## Населення
Населення — 7 осіб (2010; 16 у 2002).
Національний склад (станом на 2002 рік):
- росіяни — 94 %